# Stadtgericht Ansbach
Das Stadtgericht Ansbach (von 1818 bis 1857 Kreis- und Stadtgericht Ansbach, von 1862 bis 1870 Stadtgericht Ansbach, von 1870 bis 1879 Stadt- und Landgericht Ansbach) war eine Gerichtsbehörde mit Sitz in Ansbach.

## Geschichte
Das Stadtgericht Ansbach II. Klasse wurde 1807 im Zuge von staatlichen Reformen gegründet. Stadtgerichte hatten im Königreich Bayern nur juristische Aufgaben, im Gegensatz zu den Landgerichten, die bis 1862 Gerichts- und Verwaltungsbehörde in einem waren. 1809 wurde Ansbach zur kreisunmittelbaren Stadt und erhielt für die Verwaltung ein Polizeikommissariat. Das Stadtgericht war zuständig für Zivilsachen, die freiwillige Gerichtsbarkeit, das Vormundschafts- und Hypothekwesen und Strafsachen. 1818 wurde das Stadtgericht in „Kreis- und Stadtgericht Ansbach mit erweiterter sachlicher Zuständigkeit“ umbenannt. Infolge der Revolution 1848/49 wurden in der Rechtsprechung auch Laien zugelassen (→Geschworenengericht). Am 1. Oktober 1857 übernahm das neu geschaffene Bezirksgericht Ansbach die streitige und freiwillige Gerichtsbarkeit des Kreis- und Stadtgerichtes Ansbach. Nach der Neuordnung der landesgerichtlichen Befugnisse kam es 1862 zur Bildung des Stadtgerichts Ansbach. In Strafsachen war es erstinstanzlich zuständig. Die Urteile konnten vom Bezirksgericht Ansbach zweitinstanzlich überprüft werden. 1870 entstand durch Zusammenlegung das Stadt- und Landgericht Ansbach. Dieses Gericht bestand bis 1879 und wurde dann mit Einführung des deutschen Gerichtsverfassungsgesetzes in das Amtsgericht Ansbach umgewandelt.

## Struktur
Mit dem Gemeindeedikt entstand der Steuerdistrikt Ansbach, zu dem Fallhaus und Ziegelhütte gehörten. Zugleich wurde der Magistrat I. Klasse Ansbach gebildet, der deckungsgleich mit dem Steuerdistrikt war.